# Bochemie
BOCHEMIE a.s. je chemická společnost se sídlem v Novém Bohumíně. Vyrábí širokou škálu přípravků používaných k ochraně dřeva, ošetření kovů nebo dezinfekci, ale také například nanotextilie. Přestože si širší veřejnost firmu spojuje především se značkou Savo, jsou výrobky Bochemie a jejích dceřiných firem z velké většiny určeny pro profesionální použití.

## Historie

### 1904-1938
Předchůdkyně Bochemie, společnost Österreichisches Chemikalienwerk Rudolf Goldschmidt & Co., byla založena v roce 1904, původně za účelem výroby anilinových barviv. Od spuštění provozu se ovšem soustředila na výrobu zinkových barev s využitím sfaleritu těženého v okolí Częstochowé, jehož doprava byla levnější, než dovoz suroviny ze Sicílie nebo USA.
Koncem první světové války se začal projevovat výrazný nedostatek cukru, a Goldschmidt proto spolu se Saccharin A.G., největším výrobcem sacharinu v Rakousku–Uhersku, založil firmu Oderberger Chemische Werke, neboli Bohumínské chemické závody. Společnost sídlila ve Vídni, než její vedení v roce 1921 na popud ministerstva obchodu ČSR přesídlilo do Bohumína. Saccharin A.G. zůstala důležitým akcionářem, kterému bohumínský závod navíc odevzdával 40 procent zisku jako licenční poplatky za uplatněné technologie.
Firma byla přesto velmi výdělečná vzhledem k tomu, že se sacharin v meziválečné době prodával za kartelovou cenu stanovenou vládou, která byla oproti výrobním nákladům relativně vysoká. Bohumínské chemické závody si tak mohly dovolit investovat do diverzifikace výroby, jejíž škála se postupně rozšiřovala o řadu základních chemikálií, léčiva a zahradnické, zemědělské a fotografické produkty. Seznam výrobků firmy z roku 1936 proto čítá více než 250 položek.
Ve třicátých letech šla zhruba třetina produkce na export, zejména sacharin a čisté chemikálie. Hlavními exportními trhy bohumínského závodu bylo Německo a Rakousko, ale také Skandinávie, Nizozemsku, Británie, Egypt, Brazílie nebo Hongkong. Rozvoj firmy zbrzdila hospodářská krize ve dvacátých letech, v jejímž důsledku došlo k dramatickému snížení počtu zaměstnanců, z přibližně 900 na 188 osob v roce 1924. Tehdy firma čelila finančnímu úpadku, kdy ale současně budovala v Krakově pobočný závod Polskie Zakłady Chemiczne, PZCH. Po důkladné restrukturalizaci firma již v roce 1925 opět vykazovala zisk, PZCH ovšem musely v roce 1930 ukončit činnost.

### Od 1938 do současnosti
Krátce po rozpadu ČSR byl Nový Bohumín a s ním také chemička obsazena polskými vojsky, která v září 1939 vystřídali němečtí vojáci. V roce 1940 byl závod zkonfiskován a dosazen komisární správce. Závod byl nakonec prodán magdeburskému výrobci sacharinu Fahlberg-List a farmaceutické společnosti Chemische Fabrik v. Heyden z Drážďan. Po válce přešel provoz zpět do československých rukou, když byla nad společností vyhlášena národní správa. Po znárodnění československého chemického průmyslu v říjnu 1945 se závod stal součástí národního podniku Spolek pro chemickou a hutní výrobu.  
V roce 1950 byly ustaveny Hrušovské chemické závody, n. p., do kterého byl závod Bohumín začleněn. V roce 1953 se však osamostatnil jako Bohumínské chemické závody, aby byl o pět let později převeden jako pobočný závod pod n. p. Moravské chemické závody, Ostrava-Mariánské Hory. V padesátých a šedesátých létech také probíhalo výrazné rozšiřování a modernizace provozů. Například bylo v roce 1961 zřízeno výzkumné oddělení, či o sedm let později dokončena nová hala na výrobu přípravku na povrchovou úpravu kovů Feropur, který se vyrábí dodnes.[zdroj?]
Podstatnou část produkce tvořily již v této době také akumulátorové hmoty. Mezitím, v roce 1965, závod opět změnil „mateřskou firmu,“ když se stal pobočným závodem n. p. Lachema Brno. V sedmdesátých létech rozšiřování provozu dále pokračovalo. V té době v bohumínské továrně pracoval také český mořeplavec a vítěz řady námořních závodů Richard Konkolski. Po privatizaci v roce 1991 se podnik stal akciovou společností a počínaje 1. dubnem přijal název Bochemie Bohumín. V průběhu devadesátých let Bochemie založila několik dceřiných společností včetně poboček na Slovensku a v Polsku, či koupila podíly v řadě firem působících v příbuzných oborech.[zdroj?]
Na přelomu tisíciletí byla završena konsolidace celého nadnárodního uskupení, od té doby vystupujícího jako Bochemie Group. Mezi důležité milníky v historii firmy patří také akvizice saského výrobce průmyslových nikl-kadmiových akumulátorů GAZ Geräte- und Akkumulatorenwerk Zwickau v roce 2019. Od roku 2024 nabízí GAZ také středně velká a velkokapacitní bateriová úložiště určená pro kombinaci s výrobou energie z obnovitelných zdrojů či pro poskytování podpůrných služeb v rámci přenosové soustavy. Počínaje první lednem 2025 je však GAZ součástí GAZ Energy a.s., sesterské společnosti Bochemie a.s. v rámci skupiny Bochemie.

## Výrobní portfolio
První zhruba dvě dekády po svém založení se bohumínský závod soustředil především na výrobu zinkových barev a sacharinu. V roce 1923 pak bylo připraveno první čtvrt tuny Chloraminu T, práškového dezinfekčního přípravku na bázi aktivního chloru, a o osm let později byla zahájena produkce Chloraminu B, který se připravuje z benzensulfonamidu namísto z toluenu. Od této doby se dodnes v Bohumíně připravuje chlorid zinečnatý určený pro povrchové úpravy kovů v žárovém a galvanickém zinkování. Dále továrna v průběhu třicátých let vyráběla například umělý šelak nebo aspirin.
Mezi další významné produkty bohumínského závodu patřily či nadále patří zinková běloba (od roku 1930), prostředek pro ošetření kovů Feropur (1967), řada prostředků pro impregnaci a ochranu dřeva Bochemit (1968), a také Savo vyráběné od roku 1973. Tento prostředek byl původně určen pro dezinfekci vody, ostatně jeho název je zkráceninou slovního spojení „sanace vody,“ postupně ale vznikla pod značkou Savo široká řada dezinfekčních a čisticích produktů. V roce 2013 Savo koupila společnost Unilever, pro kterou je však Bochemie nadále vyrábí. Stejně tak se v Bohumíně stále připravují dezinfekční prostředky určené pro zdravotnictví, které ovšem od roku 2015 odebírá a dále prodává firma Schülke.
Prostřednictvím dceřiné společnosti Eruca Technologies působila Bochemie po několik let i v oblasti recyklace pevných raketových paliv založených na chloristanu amonném. Eruca měla pronajaté prostory také v areálu muničních skladů ve Vrběticích, které byly poškozeny výbuchy v říjnu a prosinci 2014. Od roku 2018 se Bochemie věnuje také metalizaci textilií pomocí vlastní patentované technologie MEFTEX. Od roku 1951 vyrábí závod aktivní hmoty do akumulátorů, a od roku 2020 kompletní elektrodové desky do nikl-kadmiových článků.